# Playa del Inglés
La playa del Inglés comprende la zona de costa situada al este de las Dunas de Maspalomas, desde Punta Maspalomas hasta la playa de San Agustín, en el sur de Gran Canaria, perteneciente al archipiélago canario (España), y da nombre a una de las urbanizaciones turísticas más importantes de la isla. Entre estas dos playas, la del Inglés y la de San Agustín, podemos encontrar dos calas, Playa de las Burras y Playa del Cochino.

## Descripción

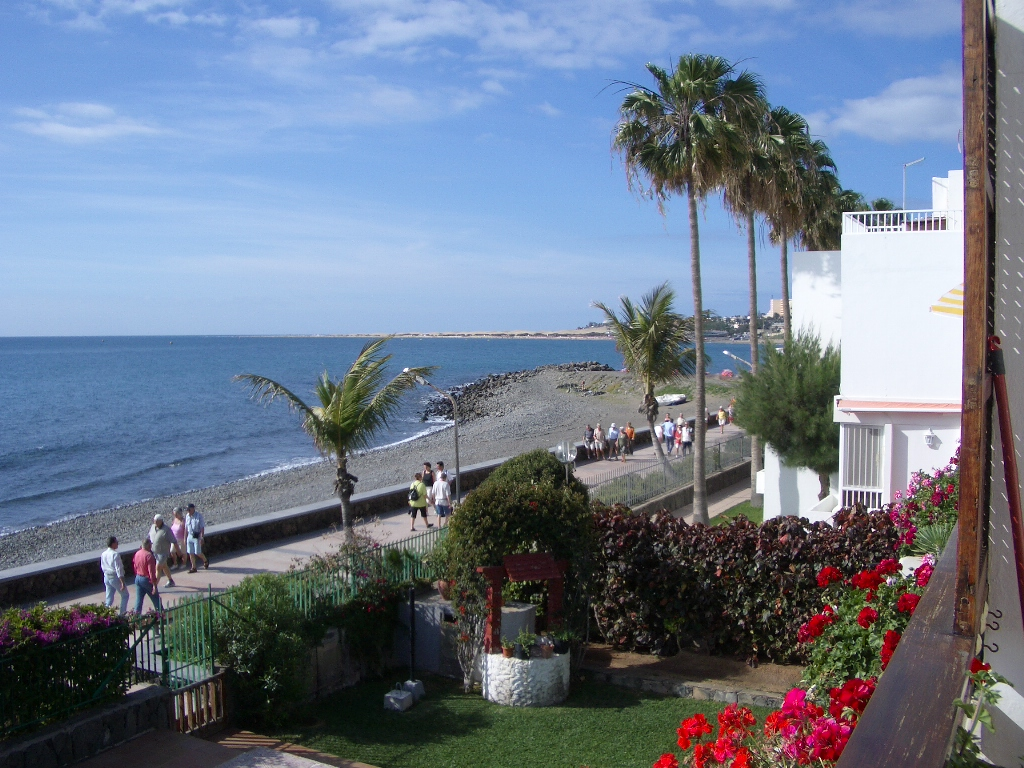
Vista de la playa al fondo.

La urbanización turística de Playa del Inglés es una zona de Maspalomas, construida a partir de 1962, en la que coexisten centros comerciales, hoteles y edificios de apartamentos, complejos ajardinados de chalets en planta baja... todo ello pensado en principio para la explotación turística o para segunda residencia vacacional, aunque la realidad es que hoy en Playa del Inglés se alterna la población residencial —tanto de primera como de segunda residencia— con la ocupación turística. Es también uno de los destinos del turismo gay más importantes, especialmente popular para los noreuropeos.
La playa del Inglés, tiene alrededor de tres kilómetros, la misma extensión que la de Maspalomas, y guarda un ancho medio de 80 metros. Su fina arena dorada y sus aguas tranquilas la han convertido en una de las playas más populares de todo el país. Recibe visitantes durante los doce meses del año.
Con anterioridad a la irrupción de la actividad turística, entre los años 1930 y 1960, la hoy zona turística era un espacio agrícola, destinado a la cebada y el trigo. Luego se produjo la irrupción del cultivo del tomate, destinado a la exportación, que ocupaba hacia principios de los años 60 del siglo pasado la casi totalidad de la tierra, incluyendo zonas ganadas a las dunas y al barranco de Fataga.
Hoy, muchos años después, Playa del Inglés es un imán para turistas europeos de mil nacionalidades, que llegan durante todo el año en busca del buen tiempo. La playa cuenta con bandera azul de la Unión Europea desde 1988 y ofrece una zona para nudistas y otras áreas destinadas a la actividad deportiva, en el mar y en la arena, en la que se celebran campeonatos de vóley-playa y fútbol playa, así como otras actividades. A veces se realizan conciertos en la playa.
Las óptimas condiciones de mar y viento junto a la temperatura del agua, que suele oscilar entre los 18 y 22 grados centígrados de media, favorecen la práctica de todo tipo de deportes náuticos. En Playa del Inglés se practican deportes como el surf, bodyboard o kitesurf y cuenta con varias escuelas especializadas en estos deportes.
Playa del Inglés también es destino preferido de surfistas, pues se encuentra entre las principales zonas de olas de la isla, determinadas por la calidad de los rompientes o por las marejadas del Atlántico. Para la práctica de este deporte destacan la punta que separa la playa del Inglés con la de Maspalomas y la zona del faro de Maspalomas.
A estos atractivos se suma su proximidad al paseo Costa Canaria, de unos cinco kilómetros de longitud, en cuyo recorrido es posible disfrutar de una amplia oferta de bares y restaurantes, terrazas y comercios.
Entre el 10 y el 12 por ciento de los turistas que visitan al año Playa del Inglés, pertenecen a la comunidad gay, viajeros que han ido en aumento desde los años 70 debido a la libertad, respeto, tolerancia y acogida amable que no ofrecían entonces otros destinos turísticos.
El sur de Gran Canaria oferta una quincena de complejos alojativos "gay exclusive", la mayoría en Playa del Inglés. La historia del turismo gay del sur de Gran Canaria se remonta a 1978, cuando abrió el "Jeans", el primer bar gay de la zona, antes de que viviera su esplendor el Centro Comercial Nilo. La apertura del Centro Comercial Yumbo marcó otro hito en la historia del turismo gay de Gran Canaria. El Centro Comercial Yumbo Centrum es el mayor centro comercial gay de Europa por el ocio dirigido a este colectivo.
Por la variedad de nacionalidades que acuden a Playa del Inglés para disfrutar de sus vacaciones o incluso para residir allí, en el lugar se han levantado iglesias de todo tipo de religiones, así como un templo que ofrece servicios en tres lenguas diferentes: el Templo Ecuménico de El Salvador. Templo de singular arquitectura, se caracteriza por las maravillosas vidrieras y los simbolismos que en ellas se contiene. Allí se concentran visitantes de diferentes credos y razas, convirtiendo el lugar en un punto de encuentro situado en la Plaza Maspalomas.
En la misma plaza se ubica también el escenario de los actos oficiales y espectáculos principales del Carnaval de Maspalomas, uno de los más multitudinarios e internacionales de Canarias que cada año aumenta su número de participantes.
Entre principios y mediados de marzo, Maspalomas Costa Canaria, que abarca Playa del Inglés como uno de los puntos turísticos de referencia, se viste de mil colores para celebrar su carnaval. Durante diez días, rondallas, murgas y comparsas recorren las calles del municipio turístico.
Los chalets de los complejos turísticos han ido modificándose y personalizándose perdiendo el aspecto de "maqueta" que tienen los nuevos complejos, los jardines han crecido; la mayoría de su población son residentes de diversas procedencias que llevan varias décadas viviendo en la zona y han adquirido esta especial idiosincrasia de vivir en el sur, estado en el que se pierde la relevancia del origen y se gana un dorado tono en la piel.
Además de turistas en busca de atracciones, principalmente sol y playa, el cielo azul de esta parte del sur grancanario también cuenta con una amplia representación de científicos. La estación espacial de Maspalomas, operada por INTA en cooperación con INSA, colabora con diferentes organismos y agencias espaciales en múltiples misiones. Entre estos organismos se encuentran ESRIN, JAXA, ESOC, EUMETSAT, HISPASAT e HISDESAT. Este centro está especializado en operaciones de control y seguimiento de satélites, formando parte de la red de estaciones de apoyo a lanzamientos de la Agencia Espacial Europea.
Fue el 21 de julio de 1969, cuando el hombre pisó la superficie de la Luna por primera vez. La primera estación que recibió las voces de los astronautas fue la de Maspalomas, ahora llamada Centro Espacial de Canarias.
El  rapero y cantante canario Quevedo junto al cantante puertorriqueño Myke Towers han dedicado una de sus canciones a esta playa.

## Panorámicas

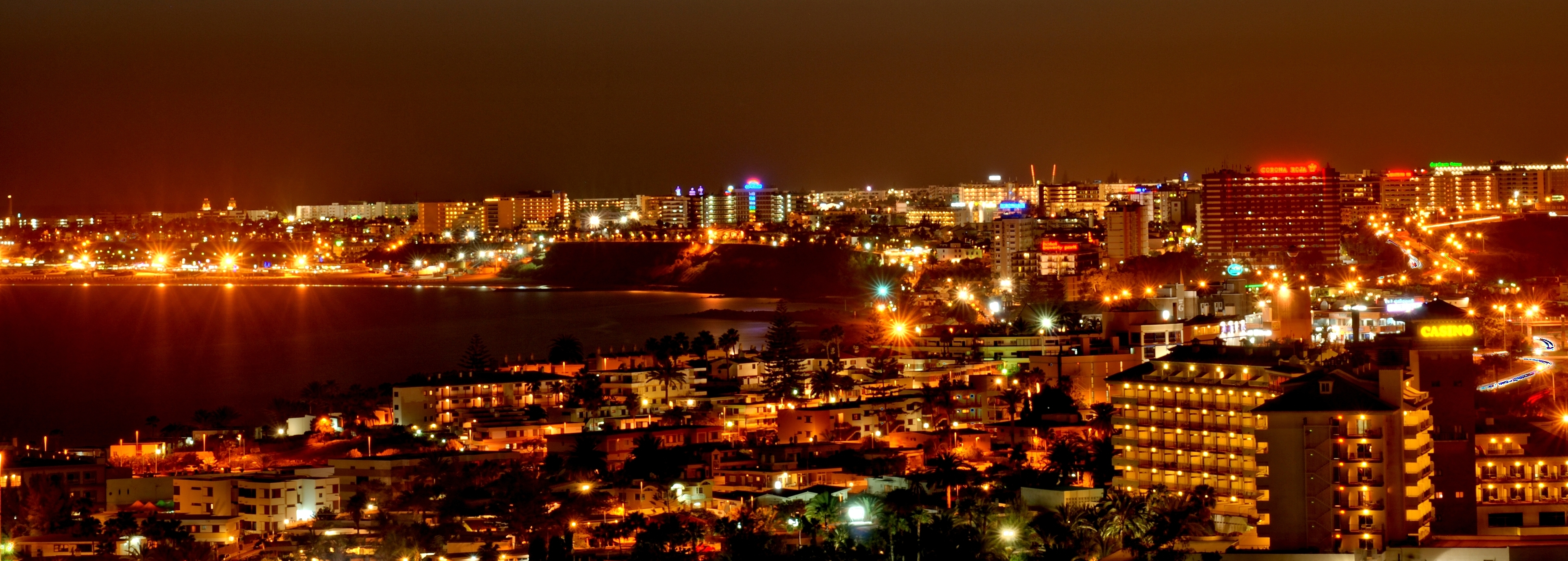
Vista nocturna.